# Verfassungsgerichtshof (Østrig)
Verfassungsgerichtshof (Forfatningsdomstolen) er en domstol i Østrig, der har til opgave at prøve lovgivning og afgørelser i forhold til Østrigs forfatning. Domstolen er på niveau med Østrigs højesteret og er en af de vigtigste institutioner i beskyttelsen af forfatningen.
Forfatningsdomstolens kompetencer er fastlagt i Østrigs forfatning (B-VG), mens dens organisation og procedurer er fastlagt i Verfassungsgerichtshofgesetz (forfatningsdomstolsloven) af 1953 samt i forfatningsdomstolens egen forretningsorden.

## Organisation
Forfatningsdomstolen består af:
- 1 præsident
- 1 vicepræsident
- 12 øvrige repræsentanter
- 6 supplerende repræsentanter

For at blive repræsentant i forfatningsdomstolen skal man have bestået den juridiske embedseksamen og have mindst 10 års erfaring indenfor juridisk beskæftigelse (f.eks. dommer, statsadvokat, advokat, universitetprofessor eller lignende). Udnævnelse sker af forbundspræsidenten, mens forslag om udnævnelse sker således:
- Præsident, vicepræsident, seks øvrige repræsentanter og tre supplerende repræsentanter forslås af forbundsregeringen
- Tre repræsentanter og to supplerende repræsentanter foreslås af Nationalrådet
- Tre repræsentanter og en supplerende repræsentant foreslås af Forbundsrådet

Lovgivningen fastlægger endvidere en såkaldt inkompatibilitet ved hvervsudøvelsen, dvs. at personer med bestemte statsfunktioner og -hverv ikke kan udpeges til repræsentant i domstolen.
Repræsentanter i forfatningsdomstolen er ikke ansat som fuldtidsdommere, men udøver hvervet som bierhverv.
I modsætning til Tysklands forfatningsdomstol træffer forfatningsdomstolen altid sine afgørelser i plenum af alle 14 medlemmer (selvom alle ikke altid er til stede). For at forsamlingen er beslutningsdygtig skal en enten præsident eller vicepræsident deltage sammen med mindst otte repræsentanter. Beslutninger træffes med abolut stemmeflertal, og formanden (Præsident eller vicepræsident) stemmer i udgangspunktet ikke med. Formanden afgiver kun sin stemme, hvis der er stemmelighed mellem repræsentanterne for dermed at få den udslagsgivende stemme.
Justitsforvaltningen af domstolen varetages direkte under forbundspræsidenten.

## Kompetencer
Ifølge forfatningen har forfatningsdomstolen kompetencer indenfor:
- Lovprøvning (Artikel 140)
- Prøvning af forordninger (Artikel 139)
- Prøvning af statstraktater (Artikel 140a)
- Prøvning af aftaler indgået af forbundslandene (Artikel 138a)
- Prøvning af bekendtgørelser og cirkulærer (Artikel 139a)
- Behandling af klager over afgørelser fra myndigheder, som klageren finder er i strid med forfatningen eller hvis klagerens forfatningsmæssige rettigheder er blevet krænket.
- Afgøre uenigheder mellem forbundsstaten og delstaterne om kompetencer indenfor lovgivningen
- Afgøre meningsforskelle indenfor retssystemet om udlægningen af en lovbestemmelse
- Formueretlige sagsanlæg mod stat, delstater eller kommuner, som ikke kan behandles i andre retsinstanser
- Valgprøvelse
- Anklager mod statens øverste myndighedspersoner (f.eks. forbundspræsident, forbundskansler, delstatsformand etc.)
- Brud på folkeretten

48°12′41″N 16°21′58″Ø / 48.2115°N 16.366°Ø